# Звёздные войны. Эпизод IV: Новая надежда
«Звёздные войны» (англ. Star Wars), впоследствии выпущенный под названием «Звёздные войны. Эпизо́д IV: Но́вая наде́жда» (англ. Star Wars. Episode IV: A New Hope) — эпическая космическая опера 1977 года, снятая режиссёром и сценаристом Джорджем Лукасом, его третья полнометражная картина и вторая выпущенная компанией Lucasfilm. Фильм является первой выпущенной частью во франшизе, первой частью оригинальной трилогии «Звёздных войн», первой частью «Саги Скайуокеров» по году выпуска и четвёртой по сюжетной хронологии (событиям «Новой надежды» непосредственно предшествуют события фильма спин-оффа 2016 года «Изгой-один. Звёздные войны: Истории», который дополняет события саги).
В 1974 году, вдохновлённый космическими операми вроде сериала «Флэш Гордон», романами Эдгара Берроуза о Джоне Картере, самурайскими фильмами Акиры Куросавы (большей частью «Тремя негодяями в скрытой крепости») и книгой Джозефа Кэмпбелла «Тысячеликий герой», Лукас начал работу над «Звёздными войнами». С бюджетом в 11 миллионов долларов фильм вышел 25 мая 1977 года и стал одним из самых популярных на то время, заработав 215 миллионов долларов в США и более 337 миллионов долларов во всём мире только во время кинопроката. Кроме этого фильм получил 6 наград американской Киноакадемии. Фильм несколько раз переиздавался, часто с существенными изменениями — самой известной версией является Специальное издание 1997 года с обновлёнными спецэффектами и воссозданными сценами. Последний раз в фильм вносились изменения в 2019 году.

## Сюжет
Идёт гражданская война. Космические корабли повстанцев, нанося удары со своей тайной базы, одержали первую победу над зловещей Галактической империей.
Во время сражения разведчикам повстанцев удалось выкрасть секретные чертежи мощнейшего оружия Империи, которое называется Звездой смерти. Это бронированная космическая станция, способная уничтожить целую планету.
Преследуемая злобными агентами Империи принцесса Лея торопится домой на борту своего звездолёта. Она становится хранителем чертежей, которые могут спасти её народ и восстановить свободу галактики…
Оригинальный текст (англ.)It is a period of civil war. Rebel spaceships, striking from a hidden base, have won their first victory against the evil Galactic Empire.

During the battle, Rebel spies managed to steal secret plans to the Empire's ultimate weapon, the DEATH STAR, an armored space station with enough power to destroy an entire planet.

Pursued by the Empire's sinister agents, Princess Leia races home aboard her starship, custodian of the stolen plans that can save her people and restore freedom to the galaxy....
— Вступление
Джедаи полностью уничтожены и Галактическая империя во главе с императором Палпатином держит всю Галактику в своей власти.
Принцесса Лея Органа — посол планеты Альдераан и дочь члена Галактического сената, но на самом деле одна из предводителей повстанцев наравне со своим отцом Бейлом Органой. Силы Галактической империи во главе с лордом ситхов Дартом Вейдером захватывают её, чтобы узнать где находятся ранее украденные повстанцами чертежи боевой станции и их база. В последний момент принцесса успевает отправить чертежи и просьбу о помощи с двумя дроидами — R2-D2 и C-3PO — на близлежащую планету Татуин некоему Оби-Вану Кеноби.
Волею случая дроиды попадают в собственность к Люку Скайуокеру, 19-летнему пилоту, который мечтает покинуть Татуин, но его дядя Оуэн Ларс не хочет, чтобы Люк повторил путь своего отца. R2-D2 сбегает и самовольно отправляется на поиски Кеноби. Люк и C-3PO пускаются вслед, стремясь вернуть сбежавшего дроида, подвергаются нападению пустынников, которых разгоняет Бен Кеноби. Он живёт отшельником далеко от населённых пунктов и считается сумасшедшим стариком. Но оживляется, когда прослушивает сообщение из сбежавшего дроида с обращением к нему, как к Оби-Вану. Оби-Ван рассказывает юноше о том, что он и отец Люка много лет тому назад были рыцарями-джедаями Галактической Республики и участвовали в Войнах клонов. Но с реорганизацией Республики в Империю наступили «тёмные времена». Почти все джедаи были выслежены и уничтожены Империей, а сам отец Люка был убит Дартом Вейдером, учеником Оби-Вана. Оби-Ван передаёт Люку световой меч его отца, которого Люк никогда не видел, и уговаривает лететь с ним на Альдераан, чтобы передать повстанцам информацию, способную изменить ход гражданской войны. Люк колеблется, но в это время родных дядю и тётю Люка, у которых тот жил, убивают имперские штурмовики, ищущие дроидов. Увидев тела своих убитых родственников, Люк соглашается, поскольку на Татуине его уже больше ничего не держит. По дороге в космопорт Кеноби использует способности джедая, что позволяет им пройти незамеченными через пост штурмовиков.
В космопорту они нанимают пилота-контрабандиста Хана Соло и его корабль «Тысячелетний сокол». У Соло проблемы с местным криминальным авторитетом Джаббой Хаттом, но он обещает Джаббе отдать долг после возвращения.
Дарт Вейдер по-прежнему пытается вынудить принцессу указать местоположение базы повстанцев, но даже пытки и угрозы не дают результатов. В конце концов он добивается своего, пригрозив принцессе уничтожением её родной планеты. Принцесса говорит, что база на Дантуине, но Альдераан всё равно уничтожают ради демонстрации нового оружия Империи — «Звезды смерти» — огромной космической станции, способной уничтожать целые планеты за несколько секунд.
Однако вскоре экипаж станции обнаруживает, что база повстанцев на Дантуине давно заброшена — Лея их обманула.
В это время Хан Соло и его пассажиры выходят из гиперпространственного прыжка в расчётной точке, но вместо Альдераана обнаруживают лишь обломки. Более того, их корабль привлекает внимание имперского экипажа, и с помощью притягивающего луча его буксируют на «Звезду смерти». Героям удаётся спрятаться в потайных отсеках корабля, предназначенных для контрабанды, и обыск не приносит результатов.
Чуть позднее, обезвредив нескольких штурмовиков, герои проникают вглубь космической станции. Оби-Ван отправляется отключить притягивающий луч. В это время Люк узнает, что на станции находится Лея, и уговаривает Хана спасти её из плена, пообещав тому щедрую награду от принцессы. Люк и Хан вытаскивают Лею из камеры, но после этого вынуждены спасаться бегством от штурмовиков. Чудом избежав смерти в мусорном блоке тюрьмы, они возвращаются к «Тысячелетнему соколу».
Оби-Ван в это время, снова используя Силу, отключает притягивающий луч, но встречается с Дартом Вейдером. В битве с ним состоялся переход Кеноби в состояние призрака Силы, что свидетельствует о том, что в своём развитии он достиг высот совершенства, превратившись в духа. Конец их схватки успевает увидеть Люк. Все герои, кроме исчезнувшего Кеноби, успешно покидают «Звезду смерти» и улетают на настоящую базу повстанцев — Явин IV, прихватив с собой чертежи всей гигантской имперской станции. К несчастью, они не знают о том, что на их корабле установлено устройство слежения, и Империя теперь знает местоположение базы повстанцев.
На Явине IV идёт разработка планов масштабной военной кампании. Люк встречает своих старых друзей, вступивших в ряды Альянса повстанцев. Хан Соло, выполнивший заказ и действительно получивший вознаграждение от принцессы, собирается улетать на Татуин, чтобы отдать долг Джаббе. Он не поддаётся уговорам Люка остаться и помочь повстанцам.
Тем временем «Звезда смерти» подходит к Явину и занимает позицию для атаки. Она практически неуязвима, но благодаря добытым чертежам всё-таки удаётся найти её единственное слабое место — это узкая двухметровая по ширине вентиляционная шахта, ведущая прямо в главный реактор. Вход в шахту защищают имперские истребители, которым помогают орудийные системы на поверхности станции. Только очень опытный пилот сможет поразить эту цель, требуются протонные торпеды, так как у шахты есть лучевая защита. Люк входит в состав красного звена под позывным «Красный-5» и принимает участие в атаке на «Звезду смерти».
В битве почти всё его звено погибает и у него самого на хвосте висит истребитель Дарта Вейдера, но в этот момент неожиданная атака с фланга чуть не уничтожает Вейдера и отбрасывает его корабль далеко с места боя — это вернулся Хан Соло, в последний момент пересмотревший свои жизненные ценности и решивший не бросать своих новых друзей. Теперь путь для Люка свободен. Он решает отказаться от системы компьютерного наведения, услышав голос Оби-Вана, и, доверившись одной лишь Силе, запускает протонные торпеды прямо в шахту. Торпеды достигают цели в последний момент, когда луч станции уже начинает фокусироваться, чтобы уничтожить Явин IV. Все имперские силы, находящиеся на «Звезде смерти», гибнут, включая гранд-моффа Таркина. Люк, Хан и другие повстанцы, как и Дарт Вейдер, с трудом избегают взрывной волны.
В последней сцене фильма принцесса Лея на торжественной церемонии вручает медали Люку и Хану. Люк Скайуокер и Хан Соло становятся героями Альянса.

## В ролях
- Марк Хэмилл — Люк Скайуокер
- Харрисон Форд — Хан Соло
- Кэрри Фишер — Лея Органа
- Дэвид Проуз — Дарт Вейдер
  - Джеймс Эрл Джонс — (озвучка)
- Питер Кушинг — Уилхафф Таркин
- Алек Гиннесс — Оби-Ван Кеноби
- Энтони Дэниелс — C-3PO
- Кенни Бейкер — R2-D2
- Питер Мейхью — Чубакка
- Фил Браун — Оуэн Ларс
- Шелла Фрейзер — Беру Ларс
- Ларри Уорд — Джабба Хатт (озвучка)
- Денис Лоусон — Ведж Антиллес
- Джек Пёрвис — вождь Джава

## Производство
После отмены в 1975 году долго готовившейся режиссёром Алехандро Ходоровски экранизации культового романа Фрэнка Герберта «Дюна» некоторые идеи и визуальные концепции проекта были использованы при съёмках «Новой надежды». Многие также считают, что Лукас явно читал роман и кое-что позаимствовал ещё и оттуда. Герберт шутил по этому поводу: «Я считаю, Лукас должен мне хотя бы ужин».
В 1978 году в интервью изданию The Hollywood Reporter Лукас объяснил: «Мне просто хотелось побыстрее снять фильм, в котором летала бы Звезда Смерти. А она появлялась только в четвёртой части. Поэтому я и начал с неё».
Джордж Лукас первоначально приглашал на роль Оби-Вана Кеноби, а затем Дарта Вейдера звезду фильмов Акиры Куросавы знаменитого киносамурая Тосиро Мифунэ, однако актёр отклонил предложение, так как опасался, что фильм будет выглядеть примитивно и дёшево, как многие продукты кинофантастики 1960—1970-х годов.
На роль Хана Соло пробовались или рассматривались Курт Рассел, Роберт Инглунд, Сильвестр Сталлоне, Перри Кинг, Кристофер Уокен, Джек Николсон, Аль Пачино, Стив Мартин, а на роль принцессы Леи — Терри Нанн, Эми Ирвинг и Синди Уильямс.
Во время пост-продакшена своего предыдущего фильма «Американские граффити», Лукас неоднократно обсуждал концепцию «космической оперы» с продюсером Гэри Курцем. В январе 1973 года Лукас начал работу над этой идеей, и к маю подготовил 14-страничную заготовку с основной сюжетной фабулой нового проекта, предназначенную для киностудий. Из-за того, что действие должно было происходить в открытом космосе, история рассматривалась как «научная фантастика», не самый популярный жанр на тот момент. Чтобы как-то умилостивить кинобоссов, Лукас, позже, предложил сменить термин «космическая фантастика» на «космическое фэнтези». Свои ранние наброски Лукас представил на суд Universal Studios и United Artists, но обе студии отклонили проект. Лукас невзлюбил работу с крупными студиями ещё со времён двух своих предыдущих фильмов, «Американские граффити» и «THX 1138», которые были отредактированы по указанию выпускающей студии без его согласия. Но, так как без участия крупной студии осуществить проект было невозможно, он предложил проект тогдашнему главе студии 20th Century Fox, Алану Лэдду младшему. Несмотря на то, что он плохо понял техническую сторону проекта, Лэдд признал талант молодого Лукаса. Позже, в интервью, Лукас говорил про Лэдда: «он инвестировал в меня, он инвестировал не в фильм».
Лукас закончил работу над сценарием в мае 1974 года. Во время работы над проектом, образы главных героев претерпевали существенные изменения. На ранних этапах работы Люк Скайуокер был 60-летним генералом из рода гномов, а кореллианский контрабандист Хан Соло должен был быть большим зеленокожим монстром с жабрами. На создание Чубакки Лукаса вдохновила его собака породы аляскинский маламут, по кличке Индиана, который часто был «вторым пилотом» режиссёра, сидя на переднем пассажирском сидении автомобиля Лукаса. Сила, мистическая энергия, по первоначальной задумке была сконцентрирована в Кайбер-кристалле, представлявшим собой «галактический Святой Грааль». Конечный вариант сценария оказался слишком большим, чтобы уместить его в один фильм, но Лукас отказался сокращать его. Вместо этого он расширил первую треть сценария, по которой и снял фильм, оставив оставшуюся часть для последующих фильмов, тем самым фактически заложив основу оригинальной трилогии «Звёздных войн».
Лукас нанял Ральфа Маккуорри — художника по концепт-арту, чтобы тот визуализировал некоторые сцены из сценария. Когда Лукас представлял свой сценарий перед представителями студии, он включил туда некоторые из работ Маккуорри. Руководство 20th Century Fox утвердила бюджет в размере $8.250.000, а положительные отзывы «Американского граффити» позволили Лукасу пересмотреть свой договор с Аланом Лэддом-мл. и закрепить за собой права на фильм и его продолжения. Эта сделка позволила Лукасу сохранить за собой эксклюзивные права на все материалы по «Звёздным войнам», включая ненаписанные, и право на большую часть прибыли с продаж различной рекламной и сопутствующей продукции.
В 1975 году Лукас основал компанию Industrial Light & Magic (ILM), занимавшуюся разработкой визуальных эффектов, после того, как обнаружил, что студия 20th Century Fox распустила все свои отделы визуальных эффектов. Свою работу над «Звёздными войнами» команда ILM начала на складе в городке Ван-Найс, штат Калифорния. Для создания большинства визуальных эффектов использовались камеры контроля движения, создающие иллюзию размера, при использовании уменьшенных моделей и медленно движущиеся камер. Модели кораблей создавались на основе чертежей, выполненных Джо Джонстоном под координацией Лукаса, и рисунков Маккуорри. При создании моделей Лукас хотел отойти от «гладкости» научной фантастики, создавая «б/у-шную вселенную», в которой все устройства, суда и здания выглядели ветхими и грязными.

### Съёмки
Съёмки начались 22 марта 1976 года в пустыне Туниса, где снимались сцены на планете Татуин, тогда же проект столкнулся с первыми трудностями. Съёмочная команда Лукаса отстала от графика в первую же неделю съёмок, причиной этому послужили редкий для Туниса ливень, неисправный реквизит и отказ электроники. Когда актёр Энтони Дэниелс впервые облачился в костюм C-3PO, то поранил левую ногу о его пластиковое покрытие. После окончания съёмок в Тунисе съёмочная группа переехала в более контролируемую обстановку, в Elstree Studios рядом с Лондоном. Несмотря на это, серьёзные проблемы, связанные в основном с низкой заинтересованностью съёмочной группы в работе над проектом, продолжали возникать. Большая часть команды считала проект «фильмом для детей», поэтому они редко относились к своей работе серьёзно. Позже, актёр Кенни Бейкер признался, что считал фильм провальным. Харрисон Форд считал фильм странным из-за того, что в нём была принцесса с гульками из волос и «гигант в костюме обезьяны», которого звали Чубакка. Также Форду не понравились сложные диалоги с труднопроизносимыми словами, по этой причине он сказал Лукасу следующую фразу: «Джордж, ты можешь набрать эту хрень, но ты точно не сможешь это выговорить».
Во время съёмок у Лукаса были столкновения с оператором-постановщиком Гилбертом Тейлором, которого Гэри Курц называл «представителем старой школы» и «своенравным» К тому же, имея большой опыт работы в независимом кинематографе, Лукас привык лично управлять большинством элементов фильма. Его указания по работе с камерой не были приняты Тейлором, который считал, что Лукас ограничивает его личное пространство своими указаниями. В конце концов Лукас был разбит из-за того, что ни костюмы, ни декорации, ни другие элементы фильма не соответствовали его изначальному видению концепции «Звёздных войн». Он стал редко разговаривать с актёрами, которые считали, что он требует от них слишком многого, отдавая им лишь короткие указания вроде «быстрее» и «интенсивнее».
Лэдд предложил Лукасу помощь студии. Он был назначен членами правления из-за возросшего беспокойства по поводу увеличения бюджета. После того как команда на две недели отстала от производственного графика, Лэдд сказал Лукасу, что он будет вынужден закрыть проект, если тот не закончит производство в течение недели. Съёмочную команду было решено разделить на три части: одну возглавлял Лукас, вторую Кёрц, а третью ведущий постановщик Роберт Уоттс. Такое решение дало свои плоды, и проект был закончен в срок. ILM закончила съёмки 22 апреля 1977 года, отметив это событие выстрелом по модели Звёздного разрушителя.

### Релиз
Изначально, выпуск «Звёздных войн» намечался к Рождеству 1976 года, но из-за задержек, релиз фильма был перенесён на лето 1977 года. Взволнованный скорым выходом фильма, Лукас был потрясён, когда увидел первую смонтированную версию фильма, оказавшуюся «полной катастрофой». После безрезультатной попытки убедить монтажёра перемонтировать фильм ещё раз, Лукас сменил монтажёра на Пола Хирша и Ричарда Чю. Он так же подключил к процессу монтажа Марсию Лукас, бывшую в то время его женой, которая помогла другу Лукаса Мартину Скорсезе в работе над фильмом «Нью-Йорк, Нью-Йорк». Ричард Чю обнаружил, что фильм был лишён стремительного ритма повествования. Лента была смонтирована на книжный манер, где мастер-кадры перетекали в крупные планы. Он также заметил, что темп повествования был продиктован действиями актёров, а не монтажом. Хирш и Чю работали с двумя катушками плёнки одновременно, заканчивая работу над одной, они тут же принимались за следующую.
В ходе съёмок актёрский состав пытался всячески поднять Лукасу настроение, так как тот часто впадал в депрессию. В какой-то момент проект настолько вымотал Лукаса, что он был помещён в больницу, где ему был поставлен диагноз гипертонии и истощения. Врачи предупредили его, чтобы он снизил нагрузку и избегал стресса. Однако процесс пост-продакшена оказался не менее напряжённым в связи с увеличением давления на Лукаса со стороны 20th Century Fox. К тому же Марк Хэмилл повредил лицо в автомобильной аварии, что сделало невозможной пересъёмку или съёмку дополнительных сцен с его участием.
Между тем ILM изо всех сил пыталась достичь небывалого качества спецэффектов. Компания потратила половину выделенного ей бюджета на съёмку четырёх кадров, что вызвало возмущение Лукаса. Более того, стало очевидно, что работникам ILM не хватает дисциплинированности, из-за чего Лукасу приходилось часто вмешиваться в их работу, чтобы они уложились в рабочий график. Специалистам ILM пришлось закончить работу над сотнями незаконченных кадров в течение шести месяцев, несмотря на то, что работать над ними планировалось в течение года. Вдохновлённый сценами воздушных боёв из старых военных фильмов, Лукас часто помогал ILM в постановке сцен космических сражений.
В суматохе производственного хаоса и пост-продакшна, команда искала решения для звукового оформления фильма, от озвучивания персонажей до звуковых эффектов. Звукорежиссёр Бен Бёртт создал библиотеку звуков, которую Лукас назвал «органическим саундтреком». Для рёва Чубакки Бёртт записал и скомбинировал лай собаки, рёв медведя, льва, тигра и моржа, создавая на основе этой комбинации подобия слов и предложений. Для создания голоса R2-D2 Лукас и Бёртт записали свои голоса и обработали их особым способом, пропустив через электронный синтезатор. Характерное дыхание Вейдера было получено при помощи акваланга и маски, через которую дышал Бёртт, с приделанным к ней микрофоном. Лукас никогда не намеревался использовать голос Дэвида Проуза, сыгравшего Дарта Вейдера в костюме, в качестве голоса для этого персонажа, из-за сильного западно-английского акцента Проуза. В качестве «голоса» Вейдера он изначально намеревался пригласить Орсона Уэлса. Однако Лукас понял, что голос Уэлса был бы слишком узнаваем, поэтому он отдал эту роль менее известному актёру Джеймсу Эрлу Джонсону. Лукас также не хотел использовать голос Энтони Дениэлса в качестве голоса C-3PO. Тридцать актёров, включая Стена Фреберга, с хорошо поставленными голосами проходили прослушивание, чтобы подарить свой голос дроиду. Однако, как утверждал Дэниелс, большинство актёров озвучивания рекомендовали голос Дэниелса на эту роль.
Когда Лукас представил раннюю версию фильма своим друзьям, среди которых присутствовали режиссёры Брайан Де Пальма, Джон Милиус и Стивен Спилберг, их реакция была неутешительной. Спилберг, утверждавший, что был единственным в зале, кому понравился фильм, считал, что негативная реакция на картину была вызвана отсутствием готовых спецэффектов. Позже Лукас сказал, что мнение группы было искренним и казалось, что они были озадачены фильмом. В отличие от режиссёров, Алану Ледду младшему и другим представителям 20th Century Fox фильм очень понравился, понравился настолько, что один из руководителей компании, Арет Уиган, сказал Лукасу: «Это величайший фильм из всех, что я когда-либо видел!» — и даже расплакался во время просмотра. Такой отзыв поразил и воодушевил Лукаса, который никогда прежде не получал таких положительных оценок от руководителей студии. Несмотря на то, что фильм превысил бюджет и обошёлся в $11 миллионов, вместо расчётных $8 миллионов, он всё равно остался самой дешёвой картиной из всей саги «Звёздные войны».
В 1990 году фильм вышел в прокат в СССР — до этого трилогия подвергалась критике за низкопробность и обвинялась в намеренных параллелях с СССР, а также из-за американской военной программы СОИ, которая в советских официальных и агитационных материалах часто называлась «Звёздными войнами». К выходу «Эпизода IV» были созданы четыре оригинальных советских постера, которые стали коллекционной редкостью и продаются на 2015 год по цене от $1 тыс. до 3 тыс.
В России фильм планировали показывать на 1-м канале ТРК «Останкино» 4 октября 1992 года вечером, но сняли с показа как «пиратский» за 3 часа до начала.

#### Переиздание в 3D
28 сентября 2010 года было объявлено, что все шесть фильмов будут преобразованы в 3D-формат. Их планировалось переиздавать в порядке внутренней хронологии, начиная с первого эпизода, который был выпущен в феврале 2012 года. Однако в связи с покупкой компанией The Walt Disney Company 30 октября 2012 года компании Lucasfilm и сообщением о выпуске нового эпизода «Звёздных войн» в 2015 году от этой идеи было решено отказаться и пустить все силы на работу над новой трилогией.

## Музыка
По рекомендации своего друга Стивена Спилберга Лукас нанял композитора Джона Уильямса. Уильямс работал со Спилбергом над саундтреком фильма «Челюсти» и получил за него премию «Оскар». Лукас знал, что фильм будет показывать визуально разные миры, но музыкальное сопровождение даст зрителям эмоциональные ассоциации; он хотел получить великий музыкальный звук для «Звёздных войн», с лейтмотивом, чтобы обеспечить различие. Поэтому он собрал свои любимые оркестровые пьесы для саундтрека, пока Уильямс не убедил его, что музыка будет уникальной. В марте 1977 года для записи саундтрека «Звёздных войн» Уильямс собрал Лондонский симфонический оркестр на 12 дней.

## Награды и номинации
| Награды и номинации        | Награды и номинации                           | Награды и номинации | Награды и номинации | Награды и номинации |
| Награда                    | Категория                                     | Номинант | Результат           |                     |
| -------------------------- | --------------------------------------------- | --- | ------------------- | ------------------- |
| Оскар                      | Лучший фильм                                  | Гэри Куртц | Номинация           |                     |
| Оскар                      | Лучшая режиссура                              | Джордж Лукас | Номинация           |                     |
| Оскар                      | Лучший актёр второго плана                    | Алек Гиннесс | Номинация           |                     |
| Оскар                      | Лучший оригинальный сценарий                  | Джордж Лукас | Номинация           |                     |
| Оскар                      | Лучший дизайн костюмов                        | Джон Молло | Победа              |                     |
| Оскар                      | Лучший монтаж                                 | Пол Хирш, Марсия Лукас, Ричард Чю | Победа              |                     |
| Оскар                      | Лучшая музыка к фильму                        | Джон Уильямс | Победа              |                     |
| Оскар                      | Лучшая работа художника                       | Джон Бэрри, Норман Рейнольдс, Лесли Дилли (постановщики), Роджер Кристиан (декоратор)                                                                          | Победа              |                     |
| Оскар                      | Лучший звук                                   | Дон МакДугалл, Рэй Уэст, Боб Минклер, Дерек Болл | Победа              |                     |
| Оскар                      | Лучшие визуальные эффекты                     | Джон Стирс, Джон Дайкстра, Ричард Эдланд, Грант МакКьюн, Роберт Блалак                                                                                         | Победа              |                     |
| Оскар                      | Премия за особые достижения                   | Бен Бёртт (за создание голосов и звуков инопланетян, чудовищ и роботов)                                                                                        | Победа              |                     |
| American Music Awards      | Любимый поп\рок-альбом                        | Джон Уильямс | Номинация           |                     |
| BAFTA                      | Лучший фильм                                  | Гэри Куртц | Номинация           |                     |
| BAFTA                      | Лучший дизайн костюмов                        | Джон Молло | Номинация           |                     |
| BAFTA                      | Лучший монтаж                                 | Пол Хирш, Марсия Лукас, Ричард Чю | Номинация           |                     |
| BAFTA                      | Лучшая музыка к фильму                        | Джон Уильямс | Победа              |                     |
| BAFTA                      | Лучшая работа художника-постановщика          | Джон Бэрри | Номинация           |                     |
| BAFTA                      | Лучший звук                                   | Сэм Шоу, Роберт Ратледж, Гордон Дэвидсон, Джин Корсо, Дерек Болл, Дон МакДугалл, Боб Минклер, Рэй Уэст, Майкл Минклер, Ле Фрешольц, Ричард Портман и Бен Бёртт | Победа              |                     |
| Гильдия режиссёров Америки | Лучшая режиссура — Художественный фильм       | Джордж Лукас | Номинация           |                     |
| Золотой глобус             | Лучший фильм — драма                          | Гэри Куртц | Номинация           |                     |
| Золотой глобус             | Лучшая режиссёрская работа                    | Джордж Лукас | Номинация           |                     |
| Золотой глобус             | Лучшая мужская роль второго плана — Кинофильм | Алек Гиннесс | Номинация           |                     |
| Золотой глобус             | Лучшая музыка к фильму                        | Джон Уильямс | Победа              |                     |
| Сатурн                     | Лучший научно-фантастический фильм            | Гэри Куртц | Победа              |                     |
| Сатурн                     | Лучшая режиссура                              | Джордж Лукас | Победа              |                     |
| Сатурн                     | Лучший актёр                                  | Харрисон Форд | Номинация           |                     |
| Сатурн                     | Лучший актёр                                  | Марк Хэмилл | Номинация           |                     |
| Сатурн                     | Лучшая актриса                                | Кэрри Фишер | Номинация           |                     |
| Сатурн                     | Лучший актёр второго плана                    | Алек Гиннесс | Победа              |                     |
| Сатурн                     | Лучший актёр второго плана                    | Питер Кушинг | Номинация           |                     |
| Сатурн                     | Лучший сценарий                               | Джордж Лукас | Победа              |                     |
| Сатурн                     | Лучший дизайн костюмов                        | Джон Молло | Победа              |                     |
| Сатурн                     | Лучший грим                                   | Рик Бейкер, Стюарт Фриборн | Победа              |                     |
| Сатурн                     | Лучшая музыка                                 | Джон Уильямс | Победа              |                     |
| Сатурн                     | Лучшие спецэффекты                            | Джон Дайкстра, Джон Стирс | Победа              |                     |
| Сатурн                     | Лучший художник-постановщик                   | Норман Рейнольдс, Лесли Дилли | Победа              |                     |
| Сатурн                     | Лучший оператор                               | Гилберт Тейлор | Победа              |                     |
| Сатурн                     | Лучший монтаж                                 | Пол Хирш, Марсия Лукас, Ричард Чю | Победа              |                     |
| Сатурн                     | Лучшие декорации                              | Роджер Кристиан | Победа              |                     |
| Сатурн                     | Лучший звук                                   | Бен Бёртт, Дон МакДугалл | Победа              |                     |
| Гильдия сценаристов США    | Лучший оригинальный сценарий                  | Джордж Лукас | Номинация           |                     |
| Хьюго                      | Лучшая постановка                             | Джордж Лукас | Победа              |                     |